# Trinectes inscriptus
Trinectes inscriptus is een straalvinnige vissensoort uit de familie van Amerikaanse tongen (Achiridae). De wetenschappelijke naam van de soort is voor het eerst geldig gepubliceerd in 1851 door Gosse.